# 10373 МакРоберт
10373 МакРоберт (10373 MacRobert) — астероїд головного поясу, відкритий 14 березня 1996 року.
Тіссеранів параметр щодо Юпітера — 3,674.